# Mehmet Kutay Şenyıl
Mehmet Kutay Şenyıl (Izmit, 6 maart 1987) is een Turkse profvoetballer, uitkomend voor Maltepespor. Voorheen kwam Şenyıl uit voor het tweede elftal van Fenerbahçe. De Turk speelde voor het eerst op 19 december 2006 een officiële wedstrijd voor de club uit Istanboel. Hij viel in de 84e minuut in tegen Inegölspor voor de Turkse Beker. Een competitiedebuut bij Fenerbahçe heeft Şenyıl nooit mogen maken. In 2007 werd hij voor één seizoen verhuurd aan Maltepespor.